# Генерал-губернатор Танганьики
Генерал-губернатор Танганьики (англ. Governor-General of Tanganyika) — фактический глава государства Танганьика с 1961 по 1962 годы. Представлял формального главу государства — монарха Великобритании.
Пост появился с провозглашением независимости Танганьики в 1961 году и был упразднён ровно через год с провозглашением президентской республики в 1962 году, после чего главой государства стал президент Танганьики. В 1964 году Танганьика и Занзибар объединились, в результате чего образовалась Танзания.

## Список генерал-губернаторов Танганьики
- Сэр Ричард Гордон Тёрнбалл (9 декабря 1961 — 9 декабря 1962)